# Уакиро
Уаки́ро — сезонная река в Эритрее.
Река пересыхает в сухой сезон. Уакиро впадает в Красное море к северу от Массауы. Перед этим река сливается с рекой Лаба.